# Elbląski
Elbląski là một huyện thuộc tỉnh Warmińsko-Mazurskie của Ba Lan. Huyện có diện tích 1416 km². Đến ngày 1 tháng 1 năm 2011, dân số của huyện là 56504 người và mật độ 40 người/km².